# Saint-Denis (Aude)
Saint-Denis è un comune francese di 486 abitanti situato nel dipartimento dell'Aude nella regione dell'Occitania.

## Società

### Evoluzione demografica
Abitanti censiti